# Fox Business Network
Fox Business Network (también conocida como Fox Business) es un canal de televisión por suscripción estadounidense de noticias de negocios que es propiedad de la división Fox News Group de Fox Corporation. La cadena discute noticias comerciales y financieras. Las operaciones diarias están a cargo de Kevin Magee, vicepresidente ejecutivo de Fox News; Neil Cavuto administra el contenido y la cobertura de noticias de negocios. A partir de febrero de 2015, Fox Business Network está disponible para aproximadamente 74,224,000 hogares con televisión de paga (63.8% de hogares con televisión) en los Estados Unidos.

## Historia
El presidente de News Corporation, Rupert Murdoch, confirmó el lanzamiento en su discurso de apertura en la Cumbre de Medios McGraw-Hill de 2007 el 8 de febrero de 2007. Murdoch había declarado públicamente que si la compra de The Wall Street Journal por parte de News Corporation se realizaba y si era legalmente posible, él habría rebautizado el canal con un nombre que tubiera la palabra "Journal" en el. Sin embargo, el 11 de julio de 2007, News Corporation anunció que el nuevo canal se llamaría Fox Business Network (FBN). Este nombre Fox Business Network fue elegido sobre Fox Business Channel debido a la abreviatura legal preexistente (aunque rara vez utilizada) de "FBC" para la cadena de transmisión copropietaria del canal Fox Broadcasting Company.
El canal se lanzó el 15 de octubre de 2007. La cadena se coloca en el canal 43 en el mercado de la Ciudad de Nueva York en el paquete básico de TV de paga, donde se encuentran las bolsas de valores NYSE y NASDAQ. Está emparejado con la cadena hermana Fox News Channel, que se trasladó al canal 44 (CNBC se transmite por el canal 15 en los sistemas de área de la ciudad de Nueva York de Time Warner Cable). FBN empezó a transmitirse en el canal 106 de Cablevision, solo disponible mediante la suscripción a su paquete IO Digital Cable. Según un artículo en Multichannel News, NBC Universal pagó hasta "varios millones de dólares" para asegurarse de que CNBC y Fox Business se separaran en el dial, y para retener el canal "premium" de CNBC. En ese momento, FBN se transmitía en Time Warner Cable solo en su servicio analógico en la ciudad de Nueva York (desde entonces, la mayoría de los sistemas han cambiado a solo digital); en otros mercados, la transmisión del canal se limitó a paquetes de cable digital premium a un costo adicional. FiOS TV de Verizon también lleva la cadena en su línea principal (canal 117 en SD y canal 617 en HD). Dish Network comenzó a transmitir FBN en el canal 206 el 2 de febrero de 2009. FBN también comenzó transmisiones en el canal 359 de DirecTV. A medida que su prominencia creció, algunos proveedores de hecho movieron el canal a su paquete básico, y algunos han emparejado Bloomberg Television, CNBC y FBN uno al lado del otro como parte de los mapas de canales de 'género'.
El 12 de mayo de 2008, Fox Business Network renovó su línea diurna, que incluyó el debut de dos nuevos programas, Countdown to the Closing Bell y Fox Business Bulls & Bears. El 20 de abril de 2009, Money for Breakfast, The Opening Bell en Fox Business (ambos presentados por Alexis Glick), The Noon Show con Tom Sullivan y Cheryl Casone, Countdown to the Closing Bell, Fox Business Bulls & Bears y Cavuto se mudaron.al nuevo Studio G de la cadena. Los seis programas compartieron el mismo set en el Studio G, que se presentó en Money for Breakfast el mismo día.
El 17 de septiembre de 2012, FBN cambió a un formato de letterbox en su fuente de definición estándar; simultáneamente, todos los programas comenzaron a mostrarse en definición HD en un formato de imagen 16:9 completo, lo que resultó en la eliminación del ala de contenido del lado derecho. La cadena también presentó nuevos gráficos el mismo día.
El 24 de febrero de 2014, Opening Bell with Maria Bartiromo debutó en FBN a las 9:00 a. m. H.E, reemplazando los últimos 20 minutos de Imus in the Morning (que se truncó de 200 minutos a 180 minutos) y movió a Varney & Company (que también se expandió a las 2 horas completas) hasta el horario de las 11 a. m. H.E.
El 29 de mayo de 2015, Imus in the morning terminó después de una carrera de cinco años y medio, ya que Don Imus se retiró de la televisión, lo que resultó en cambios importantes en la programación de FBN durante el día 1 de junio de 2015. Best of Imus in the Morning, que se emitió entre las 5 y las 6 de la mañana, hora del este, fue reemplazado por un nuevo programa comercial temprano en la mañana, FBN AM. Maria Bartiromo, cuyo programa Opening Bell también fue cancelado el 29 de mayo, estrenó su nuevo programa matutino, Mornings with Maria, en elhorario anteriormente ocupado por el mencionado Imus in the Morning (6-9 a. m. H.E). Varney & Company se trasladó a la franja horaria de las 9:00 a. m. H.E y también se amplió a 3 horas desde las 9:00 a. m. hasta el mediodía H.E. FBN AM y Mornings with Maria estaban entre los cuatro nuevos programas que se estrenaron el 1 de junio, con Cavuto: Coast to Coast y Intelligence Report with Trish Regan como los otros.
El 10 de noviembre de 2015, Fox Business Network, junto con The Wall Street Journal, organizó su primer debate primario presidencial republicano, estableciendo un récord de índice de audiencia para la cadena con 13.5 millones de espectadores. El debate también entregó 1.4 millones de transmisiones simultáneas, lo que lo convirtió en el debate primario más transmitido en vivo en la historia y venció al Super Bowl del 2015 por 100,000 transmisiones. Fox Business Network organizó su segundo debate primario republicano el 14 de enero de 2016 en Charleston, Carolina del Sur con Neil Cavuto y Maria Bartiromo como moderadores. Ambos debates en horario estelar también incluyeron debates anteriores con candidatos presidenciales que no obtuvieron una calificación tan alta en las encuestas nacionales, así como aquellos con sede en Iowa o Nuevo Hampshire.
El 14 de diciembre de 2017, 21st Century Fox anunció que vendería la mayoría de sus activos a The Walt Disney Company en una transacción valorada en más de $52 mil millones de dólares.Fox Business Network no se incluyó en el acuerdo y se separó a Fox Corporation, que se redujo significativamente, junto con Fox Broadcasting Company, Fox News Channel y Fox Sports 1 y 2. El acuerdo fue aprobado por los accionistas de Disney y Fox el 27 de julio de 2018 y se completó el 19 de marzo de 2019.

## Alta definición
La transmisión simultánea de alta definición de Fox Business Network se transmite en 720p. La programación que se muestra en este feed se produjo originalmente en alta definición, pero se recortó a una imagen de 4:3 y se empujó hacia el lado izquierdo de la pantalla, con el espacio adicional utilizado para contenido adicional, como estadísticas y gráficos, y un mayor teletipo con más espacio; la barra lateral de información se denominó "The Fox HD Wing" (el canal de la competencia CNBC HD utilizó el formato HD mejorado hasta el 13 de octubre de 2014, cuando se suspendió por completo).
El gráfico de la barra lateral se eliminó como resultado del cambio de la cadena a un formato de letterbox 16:9 el 17 de septiembre de 2012, finalizando el formato HD mejorado por completo. El ticker mejorado y los titulares, que se veían anteriormente en el antiguo gráfico de la barra lateral, se movieron al tercio inferior de la pantalla. Tanto las fuentes SD como HD ahora usan el mismo formato exacto de letterbox 16:9, al igual que las otras cadenas hermanas propiedad de Fox.

## Competencia con otros canales de noticias comerciales y financieras.
Antes de que se estrenara la cadena, pocos hechos específicos se hicieron públicos en cuanto al tipo de enfoque de programación que Fox Business estaría adoptando. Sin embargo, surgieron algunos detalles sobre cómo se diferenciaría de su principal competidor, CNBC.
En una cumbre de medios organizada por la revista BusinessWeek, se citó a Rupert Murdoch diciendo que CNBC era demasiado "negativo para los negocios". Prometieron hacer que Fox Business fuera más "amigable para los negocios". Además, se esperaba que Fox Business no estuviera "cazando furtivamente" una gran cantidad de talento al aire de CNBC en el futuro inmediato, ya que la mayoría de las personalidades clave al aire se habían encerrado en un contrato a largo plazo. Sin embargo, eso dejó abierta la posibilidad de que la cadena tome parte del resto del personal de CNBC, incluidos editores, productores y otros reporteros.

## Programación y personal al aire
David Asman, Maria Bartiromo, Cheryl Casone, Dagen McDowell y Stuart Varney son los presentadores de Fox Business Network; También aparecen en Fox News Channel. Además, Brenda Buttner también estaba en la lista de FBN hasta su fallecimiento en 2017.
Otros presentadores incluyen a Peter Barnes, Tom Sullivan, Jenna Lee, Nicole Petallides y Cody Willard. Los reporteros incluyen a Jeff Flock (un "original" de CNN), Shibani Joshi (de News 12 Westchester) y Connell McShane (de Bloomberg Television).[cita requerida] La cadena también agregó al ex CEO de Hewlett-Packard, Carly Fiorina. En un artículo del 10 de octubre de 2007 en Daily Variety, se informó que Fiorina había firmado con Fox Business Network para convertirse en un comentarista comercial frecuente en la cadena de cable recién formada, destinada a ser un competidor de la red de cable CNBC. Learmonth, Michael (10 de octubre de 2007). "Fox cabler firma a Fiorina". Dailky Variety pag. 4. </ref> como contribuyente a la cadena.
Dave Ramsey tuvo un programa de horario estelar de una hora, similar en formato a su programa de radio sindicado, hasta junio de 2010. Tom Sullivan transmitió su Tom Sullivan Show en la radio, con planes de distribuir el programa en todo el país con la ayuda de Fox News Radio. Adam Shapiro (anteriormente con WEWS-TV de Cleveland y WNBC de la ciudad de Nueva York) fue agregado a Fox Business Network para informar desde la oficina de Washington, D.C. El 18 de octubre de 2007, la expresentadora de CNBC Liz Claman se unió a Fox Business Network como copresentadora de las 2-3 p. m. parte del bloque de noticias comerciales del día con David Asman. Su primera asignación para FBN fue una entrevista con Warren Buffett.
En abril de 2008, Brian Sullivan (sin relación con Tom) se unió a Fox Business Network, viniendo de Bloomberg Television. Sullivan, quien se reunió con su colega de Bloomberg, Connell McShane, ancló las 10 a. m.-12 p. m. parte del bloque de noticias de negocios con Dagen McDowell.
En septiembre de 2009, Don Imus y FBN llegaron a un acuerdo para llevar su programa, Imus in the Morning, en Fox Business. El programa comenzó a emitirse el 5 de octubre de 2009. Fox había estado negociando previamente con Imus para llevar su programa al canal. En noviembre de 2007 (cuando Imus recién regresaba a la radio y Fox Business recién comenzaba), las negociaciones fracasaron e Imus firmó con la red RFD-TV orientada a las zonas rurales.
El 23 de diciembre de 2009, Alexis Glick dejó FBN. Al anunciar que el episodio de The Opening Bell de ese día sería el último, dijo: "Sé que esto no es la norma, pero no creo en las salidas abruptas". La única razón dada por Glick para su partida fue que se iba. para "embarcarse en una nueva empresa", pero varias fuentes han señalado que el nuevo programa matutino de Don Imus tuvo un efecto significativo en el tiempo de pantalla de Glick desde que firmó con el canal.
Maria Bartiromo, anteriormente de CNBC, se unió a Fox Business Network como presentadora en febrero de 2014. Se reunió con Liz Claman, Melissa Francis y Charles Gasparino, quienes trabajaron con Bartiromo durante sus 20 años en CNBC. Trish Regan (otra alumna de CNBC), que anteriormente estaba en Bloomberg, se unió a FBN en marzo de 2015.
Más recientemente, el exjefe del Partido de la Independencia del Reino Unido, Nigel Farage, fue anunciado como comentarista el 20 de enero de 2017, el día de la toma de posesión presidencial de Donald Trump. Farage proporcionará análisis políticos tanto para Fox Business como para Fox News.

### Programación deportiva
Fox Business Network ha servido ocasionalmente como un canal de desbordamiento para las transmisiones televisivas de Fox Sports en caso de conflictos de programación en Fox, Fox Sports 1 y Fox Sports 2, particularmente el college football. Por ejemplo, en 2017, un juego entre Baylor y Oklahoma State se emitió en Fox Business debido a un juego retrasado por el clima en FS1. Se informó en mayo de 2018 que, después de una decisión controvertida en noviembre de 2017, trasladar el primer trimestre de los partidos de fútbol americano Pac-12 entre Washington y Stanford de FS1 a FS2 (que no tiene carro ancho) debido al exceso de NASCAR Camping World Truck Series, que Fox preferiría el uso de FBN para futuras situaciones de College Football, ya que tiene una distribución significativamente más amplia (si no un poco más amplia que FS1 en términos de hogares totales) que FS2, y que tendría un impacto mínimo en la programación .

## Índices de audiencia
El 4 de enero de 2008, The New York Times y varios otros medios informaron que FBN había registrado un promedio de 6,300 espectadores, muy por debajo del umbral de 35,000 espectadores de Nielsen. El número era tan bajo que ni Nielsen ni FBN pudieron confirmar el número. The Times y otros medios notaron que la cadena tenía menos de cuatro meses y solo en un tercio de los hogares que tenía CNBC.
En julio de 2008, Nielsen estimó que FBN promedió 8,000 espectadores por hora diurna y 20,000 por hora de horario estelar, en comparación con 284,000 y 191,000 (respectivamente) para CNBC. Debido a que la audiencia de FBN se mantuvo baja, Nielsen tuvo dificultades para estimar la audiencia y las estimaciones no son estadísticamente significativas. En ese momento, FBN estaba disponible en aproximadamente 40 millones de hogares para más de 90 millones de CNBC.
En el otoño de 2008, FBN perdió ante CNBC en las clasificaciones por más de 10 a 1.
Para junio de 2009, mostró FBN con un promedio de 21,000 espectadores entre las 5 a. m. y las 9 p. m., todavía por debajo del umbral de Nielsen, y menos del 10% de los 232,000 de CNBC durante el mismo lapso de tiempo. En este punto, FBN estaba disponible en aproximadamente 49 millones de hogares estadounidenses.
Los informes de calificaciones del primer episodio de Imus in the Morning informaron un promedio de 177,000 espectadores (y un pico de 202,000 en la hora de las 7:00 a. m.) en el intervalo de tiempo, principalmente mayores de 65 años; Este fue un aumento de más de diez veces en comparación con el programa matutino anterior de la red, Money for Breakfast. El programa incluso superó a Squawk Box de CNBC en el intervalo de tiempo.
A partir de junio de 2012, Lou Dobbs Tonight estaba ganando un promedio de 154,000 espectadores en Fox Business Network, por delante de su competencia directa (Kudlow & Company) en CNBC.
Recuperado en el primer trimestre de 2016, FBN experimentó sus calificaciones más fuertes en su historia con una programación diaria de hasta un 111 por ciento en el total de espectadores y un 130 por ciento en el grupo demográfico clave de 25 a 54 años, en comparación con el año anterior.
A agosto de 2017, Fox Business había superado las calificaciones de CNBC durante nueve meses consecutivos, y Lou Dobbs Tonight fue el programa más visto en las noticias de negocios. CNBC anunció en 2015 que ya no confiaría en las calificaciones de Nielsen para medir su audiencia diurna, sino que recurrió a Cogent Reports.

## Críticas
Fox Business ha sido criticado como CNBC por la cantidad de infomerciales que transmite durante las horas nocturnas y particularmente los fines de semana.

## Disponibilidad

### Fuera de los Estados Unidos
El 20 de abril de 2009, la Comisión Canadiense de Radio Televisión y Telecomunicaciones aprobó a Fox Business Network para su distribución en Canadá; sin embargo, aún no ha sido transmitido en ningún proveedor de TV por suscripción dentro de ese país.
A partir de julio de 2011, el canal se transmite en Sky Italia (una compañía hermana de News Corporation en ese momento), su primer acuerdo de transmisión europeo. Fox Business HD fue transmitido por primera vez en Israel por el proveedor de cable Hot en 2015, y también es transmitido por Cellcom TV y Partner TV.
En Australia, Sky News Business Channel (posteriormente relanzado como Your Money en octubre de 2018) ha emitido simultáneamente Fox Business Network durante las horas de la noche desde su lanzamiento en enero de 2008, hasta que el canal se cerró en mayo de 2019. El canal fue operado por Australian News Channel Pty Ltd, que en parte era propiedad de Sky plc en el Reino Unido (una compañía de 21st Century Fox en ese momento) hasta diciembre de 2016, cuando News Corp Australia (una compañía de Rupert Murdoch) adquirió la emisora australiana en su totalidad.

## The Fox 50
Fox Business ha creado un índice industrial compuesto por "las mayores empresas de los EE. UU". que fabrican los productos que conoces y utilizas todos los días". Este índice incluye a:
- 3M
- Amazon.com
- American Express
- Apple Inc.
- AT&T
- Bank of America
- Best Buy
- Boeing
- Chevron
- Citigroup
- Coca-Cola
- Colgate-Palmolive
- Comcast
- Costco
- Deere
- Dell
- DuPont
- eBay
- ExxonMobil
- FedEx
- Ford
- General Electric
- General Mills
- Google
- Hewlett-Packard
- The Home Depot
- IBM
- Intel
- Johnson & Johnson
- JPMorgan
- Kraft Foods
- McDonald's
- Merck
- Microsoft
- Nike
- PepsiCo
- Pfizer
- Procter & Gamble
- Prudential Financial
- Starbucks
- Target
- United Parcel Service
- UnitedHealth Group
- Verizon
- Viacom
- Walmart
- The Walt Disney Company
- WarnerMedia
- Wells Fargo
- Yum! Brands

Anheuser-Busch y Merrill Lynch se incluyeron en el índice original, pero cada una fue adquirida por otras compañías en 2008. Fueron reemplazadas por Wells Fargo y HP. Este índice no está disponible para comprar en forma de fondo indexado o ETF. El fondo recibió críticas de algunos blogueros financieros por elaborar un índice con tantas marcas competidoras (como FedEx y UPS; McDonald's y Yum! Brands; WalMart, Target y Costco; Apple, Dell y Microsoft; y Coca-Cola y PepsiCo) .